# Reimoserius
Genre
Reimoserius est un genre d'opilions laniatores de la famille des Cosmetidae.

## Répartition
Les espèces de ce genre se rencontrent en Amérique centrale,.

## Liste des espèces
Selon World Catalogue of Opiliones (4 mars 2025) :
- Reimoserius albipictus Roewer, 1947
- Reimoserius reimoseri (Roewer, 1933)

## Publication originale
- (de) Roewer, « Weitere Weberknechte II. (2. Ergänzung der Weberknechte der Erde, 1923) », Abhandlungen der Naturwissenschaftlichen Verein zu Bremen, 1928, vol. 26, p. 527–632.